# Dragon Ball
Dragon Ball (jap. ドラゴンボール, Doragonbōru) ist eine Manga-Serie des japanischen Zeichners Akira Toriyama und basiert lose auf dem Roman Die Reise nach Westen von Wu Cheng’en. Dragon Ball erschien ursprünglich von 1984 bis 1995 im Manga-Magazin Weekly Shōnen Jump und wurde später in 42 Bänden veröffentlicht. Die insgesamt 519 Kapitel umfassen über 8.000 Seiten. Darüber hinaus erfolgte zunächst eine Umsetzung in den Anime-Fernsehserien Dragon Ball und Dragon Ball Z. Aufgrund des großen Erfolgs besteht das Franchise inzwischen aus insgesamt vier Fernsehserien, 18 Kinofilmen, drei Fernsehfilmen und drei OVA, sowie einer Vielzahl von Videospielen. 1989 und 2008 folgten zwei Realfilm-Umsetzungen des Mangas. Mit etwa 156 Millionen verkauften Exemplaren in Japan und 230 Millionen verkauften Exemplaren weltweit ist Dragon Ball nach One Piece der bisher zweitmeistverkaufte Manga.
Der Manga lässt sich dem Shōnen-Genre zuordnen und beeinflusst auch heute noch bekannte Zeichner wie Eiichirō Oda, Tite Kubo, Masashi, Seishi Kishimoto und Hiro Mashima.

## Handlung
Der Manga Dragon Ball beschreibt die Abenteuer des Protagonisten Son-Goku und seiner Freunde, die sich immer wieder auf die Suche nach den sieben Dragon Balls, die von Bulma Dragon Balls, Drachenkugeln oder einfach Kugeln genannt werden. begeben und zahlreiche Abenteuer zu bestehen haben. Die Geschichte beginnt mit Son-Gokus Kindheit ab einem Alter von zwölf Jahren und seiner Zeit als Jugendlichem (Bände 1 bis 16) und endet mit seinem Leben als Erwachsenem (Bände 17 bis 42). Die einzelnen Handlungsstränge sind in Sagas unterteilbar und werden mit fortschreitender Handlung komplexer.
Ein weiteres Hauptmotiv ist der stetige Kampf von Gut gegen Böse. Um den Frieden zu sichern und die Erde zu retten, sehen sich Son-Goku und seine Freunde fortwährend mit Dämonen, gefährlichen Kriegern, machtgierigen Außerirdischen und sowohl Gegnern als auch Freunden aus der Zukunft konfrontiert, die in die Geschichte der Gegenwart eindringen. Fester Bestandteil der Geschichte sind auch die Kampfsportturniere. Son-Goku und seine Freunde nehmen jeweils am 21., 22. und 23. und schließlich am 25. Turnier sowie dem 28. Kampfturnier (wobei Son-Goku im letzten Turnier nur den ersten Kampf gegen Oob bestreitet) auf der Papayainsel teil.
Handlungsort ist nicht ausschließlich die Erde, sondern kurzzeitig andere Planeten oder das Jenseits. Im Verlauf der Geschichte stellt sich heraus, dass sowohl der irdische Gott als auch Piccolo Namekianer sind und vom Planeten Namek stammen und Son-Goku ein Saiyajin vom Planeten Vegeta ist.

### Erste Abenteuer
Der kleine Junge Son-Goku ist stärker als gewöhnliche Menschen und besitzt einen Affenschwanz. Nach dem Tod seines Adoptiv-Großvaters Son-Gohan lebt er allein in der Wildnis und ist bisher keinem anderen Menschen begegnet. Eines Tages trifft er auf das Stadtmädchen Bulma, die das Geheimnis der sieben Dragon Balls entdeckt hat und in den Ferien mit dem Dragon-Ball-Radar danach sucht. Son-Goku will ihr seinen Dragon Ball mit vier Sternen, ein Erbstück seines Großvaters, nicht überlassen und begleitet sie. Sie konkurrieren dabei mit dem Wüstenbanditen Yamchu und dem mit ihm befreundeten Kater Pool sowie dem bösartigen Prinz Pilaw. Alle haben einen Wunsch an den heiligen Drachen Shenlong: Pilaw will die Welt beherrschen, Bulma wünscht sich einen Freund und Yamchu möchte seine Angst gegenüber Frauen ablegen.
Auf der weiteren Suche begegnen Son-Goku und Bulma dem Herrn der Schildkröten, der unter dem Namen Muten-Roshi als großer Kampfkünstler bekannt ist, dem Schwein Oolong sowie dem Rinderteufel und dessen Tochter Chichi, der Son-Goku verspricht, sie zu heiraten.
Als alle Dragon Balls versammelt sind, ruft Prinz Pilaw Shenlong. Oolong verhindert jedoch mit seinem Wunsch, dass Prinz Pilaw die Weltherrschaft erlangt. In seiner Wut darüber sperrt Prinz Pilaw Bulma, Son-Goku, Yamchu, Pool und Oolong ein, um sie später zu töten. Die Gefangenen suchen nach einem Ausweg und Son-Goku erinnert sich, dass sein Großvater in einer solchen Vollmondnacht von einem Monster getötet wurde. Er blickt in den Vollmond und verwandelt sich in einen riesigen unkontrollierbaren Weraffen, der das Gefängnis zerstört. Seine neuen Freunde sind frei, stehen nun aber einem aggressiven Monster gegenüber. Pool verwandelt sich in eine Schere und schneidet dem riesigen Affen den Schwanz ab, der so wieder zum Jungen Son-Goku wird.
Nach diesem Abenteuer trennen sich die Gefährten und Son-Goku begibt sich zu Muten-Roshi, um seine Ausbildung in den Kampfkünsten zu beginnen. Kurz nach ihm trifft auch Kuririn auf der Schildkröteninsel ein, der ebenfalls vom Herrn der Schildkröten trainiert werden möchte. Nach einem Wettstreit um die Stelle des einzigen Schülers werden schließlich beide unterrichtet. Ohne es zu wissen, ist das Ziel ihres Trainings die Teilnahme am nächsten großen Kampfsportturnier.
Auch der Herr der Schildkröten nimmt, als Jackie Chun verkleidet, an diesem 21. Turnier teil. Er und seine Schüler dominieren die Kämpfe und Son-Goku steht im Finale seinem Meister gegenüber, den er nicht erkennt. Als sich Son-Goku während des Kampfes abermals in einen Weraffen verwandelt, zerstört Muten-Roshi den Mond und kann Son-Goku besiegen.

### Kampf gegen die Red Ribbon-Armee / 22. Großes Kampfsportturnier
Danach geht Son-Goku erneut auf die Suche nach den Dragon Balls, um den seines Großvaters zu finden. Er trifft auf die Red Ribbon-Armee, die im Auftrag von Kommandant Red ebenfalls die Dragon Balls sucht. Nach und nach zerschlägt Son-Goku Teile der Armee und befreit die durch sie versklavten Menschen.
Um Son-Goku auszuschalten, beauftragt Kommandant Red den Profikiller Tao Bai Bai, die fehlenden Dragon Balls zu beschaffen. Der Killer trifft dabei am Fuße des Quittenturms auf den kleinen Indianer Upa und dessen Vater Bora, der Tao Bai Bai auffordert, den Ort zu verlassen. Tao Bai Bai tötet Bora und besiegt Son-Goku im folgenden Kampf. Son-Goku überlebt jedoch und erklimmt den Quittenturm, um dort das Magische Wasser zu erhalten. Dafür muss er allerdings zuerst Meister Quitte, den Wächter des Turms, fangen. Son-Goku meistert die Aufgabe in nur drei Tagen und tritt dann erneut gegen Tao Bai Bai an, den er augenscheinlich besiegt. Danach begibt sich Son-Goku in das Hauptquartier der Red Ribbon-Armee und zerschlägt diese endgültig.
Der siebte und letzte Dragon Ball ist trotz Bulmas Radar unauffindbar. Muten-Roshi schickt Son-Goku zu seiner Schwester, der Wahrsagerin Uranai-Baba, die die Information nur preisgeben will, wenn Son-Goku und seine Freunde in einem kleinen Wettkampf fünf von ihren Kriegern besiegen. Son-Gokus letzter und maskierter Gegner ist sein verstorbener Großvater Son-Gohan, der für einen Tag aus dem Jenseits auf die Erde zurückkehren durfte. Son Goku verliert in diesem Kampf zum zweiten Mal seinen Affenschwanz. Mit Hilfe von Uranai Baba wird nun der letzte Dragon Ball gefunden und Son-Goku ruft Shenlong, um Upas Vater wieder zu beleben. Danach trennen sich die Wege der Freunde erneut und jeder bereitet sich auf das nächste Große Turnier vor.
Beim 22. Kampfsportturnier sehen sie sich wieder und treffen außerdem auf den Herrn der Kraniche und seine Schüler Tenshinhan und Chao-Zu, die Tao Bai Bai, den Bruder ihres Meisters, rächen wollen. Als die besten Schüler beider Kampfschulen bestreiten Tenshinhan und Son-Goku einen ebenbürtigen Endkampf. Tenshinhan gewinnt durch einen glücklichen Zufall, nachdem er den Kampfsportring in die Luft gejagt hat und später zu Boden fällt als Son-Goku. Aufgrund der Ereignisse während des Kampfsportturniers ändern Tenshinhan und Chao-Zu ihre Haltung gegenüber der Kampfschule vom Herrn der Schildkröten, entschuldigen sich für ihr schlechtes Verhalten und wenden sich von ihrem Meister ab.

### Kampf gegen Oberteufel Piccolo und seinen Sohn
Nach Ende des Turniers stiehlt ein Diener von Oberteufel Piccolo Son-Gokus Dragon Ball und tötet dabei Kuririn. Son-Goku will seinen Dragon Ball zurück erlangen, kommt aber gegen den Dämon nicht an. Er rappelt sich in der Wildnis wieder auf und trifft auf den Eremiten Yajirobi. Währenddessen sammelt Oberteufel Piccolo die sieben Dragon Balls und beauftragt einen weiteren Dämon, die übrigen Teilnehmer des letzten Kampfsportturniers zu töten.
Der einst von Muten-Roshis Meister Mutaito in einen Reiskocher gebannte Oberteufel Piccolo wurde von Prinz Pilaw befreit, der mithilfe des Dämons an die Dragon Balls gelangen will. Pilaws Plan misslingt, denn Oberteufel Piccolo sammelt die Dragon Balls, um sich von Shenlong ewige Jugend zu wünschen. Nachdem sein Wunsch erfüllt wurde, tötet er den heiligen Drachen.
In weiteren Kämpfen mit dem Oberteufel sterben Chao-Zu und Muten-Roshi, der das Mafuba anwenden und den Dämon abermals in einen Reiskocher bannen will. Tenshinhan überlebt, ist jedoch machtlos. Son-Goku trinkt bei Meister Quitte nun das göttliche Wasser und stellt sich erneut dem Oberteufel. Am Ende eines harten Kampfes verletzt Son-Goku Piccolo tödlich. Im Sterben speit dieser ein Ei aus, in dem sein Sohn heranreifen soll, um ihn zu rächen.
Oberteufel Piccolos Sohn nennt sich ebenfalls Piccolo. Seine Geburt sichert auch die Existenz des irdischen Gottes, der durch den endgültigen Tod des Oberteufels ebenfalls gestorben wäre. Beide waren einst in einem Wesen vereint, das sich in einen guten und einen bösen Teil gespalten hatte: Das Gute nahm die Position des irdischen Gottes ein und das Böse manifestierte sich im Oberteufel. Gott belebt Shenlong wieder und der folgende Wunsch holt Kuririn, Muten-Roshi und Chao-Zu ins Leben zurück. Son-Goku trainiert nun unter Gottes Diener Popo in Gottes Palast, um gegen den jungen Piccolo bestehen zu können.
Beim 23. Kampfsportturnier trifft Son-Goku seine alten Freunde und eine missmutige junge Frau, die er im Kampf besiegt. Sie gibt sich als Chichi zu erkennen und erinnert Son-Goku an sein Versprechen, sie zur Frau zu nehmen. Der totgeglaubte Tao Bai Bai hat seinen Körper mit künstlichen Körperteilen aufgerüstet und nimmt ebenfalls am Turnier teil. Er will sich an den einstigen Schülern seines Bruders rächen und besiegt Chao-Zu in der Vorrunde, verliert jedoch gegen Tenshinhan. In den folgenden Kämpfen unterliegen Kuririn dem unter dem Namen Beelzebub angetretenen Piccolo und Yamchu dem scheinbar harmlosen Büroangestellten Shen, von dessen Körper Gott Besitz ergriffen hat, um unerkannt am Turnier teilzunehmen. Son-Goku gewinnt dieses Mal gegen Tenshinhan. Piccolo besiegt Gott, der den geliehenen Körper wieder freigibt und Piccolo mit dem Mafuba in ein kleines Fläschchen bannen will. Stattdessen verbannt Piccolo Gott mit einem Antimafuba in das Fläschchen und verschluckt es.
Im Finale enthüllt Piccolo seine wahre Identität und kündigt an, Son-Goku zu vernichten und danach wieder die Weltherrschaft zu übernehmen. Son-Goku bezwingt seinen Gegner nach einem erbitterten Kampf und lässt den Besiegten am Leben. Der befreite Gott will nun den Dämon töten, doch Son-Goku verhindert dies. Eine Magische Bohne heilt Son-Goku von seinen Verletzungen. Zum Entsetzen aller Anwesenden gibt Son-Goku Piccolo ebenfalls eine Magische Bohne, damit er sich später wieder mit einem starken Gegner messen kann.

### Kampf gegen die Saiyajins
Fünf Jahre später sind Son-Goku und Chichi verheiratet. Mit ihrem kleinen Sohn, Son-Gohan, besucht Son-Goku den Herrn der Schildkröten, als ein starker Krieger aus dem Weltall erscheint und behauptet, Son-Gokus älterer Bruder Radditz zu sein. Son-Goku erfährt, dass er selbst kein Mensch, sondern ein Saiyajin ist und eigentlich Kakarott heißt, der zur Erde geschickt wurde, um die Menschen zu vernichten. Durch einen Unfall hatte Son-Goku sein Gedächtnis verloren und den Auftrag vergessen. Er weigert sich nun, diesen zu Ende zu bringen, woraufhin Radditz Son-Gohan entführt.
Die Stärke des Außerirdischen zwingt die Erzfeinde Son-Goku und Piccolo, den Gegner gemeinsam zu bekämpfen. Sie können Radditz wenig entgegensetzen, überraschen ihn aber kurzzeitig damit, dass sie ihre Kampfkraft erhöhen können, die er über seinen Scouter messen kann. Radditz setzt Son-Goku schwer zu, wodurch sich Son-Gohans Kraft vor Wut steigert und er sich aus der Raumkapsel befreit, in die er eingesperrt war. Durch das kurze Eingreifen seines Sohnes kann Son-Goku seinen Bruder festhalten und Piccolo tötet Radditz mit seiner neuen Kampftechnik, der „Höllenspirale“. Er verletzt dabei aber auch Son-Goku tödlich.
Der sterbende Radditz kündigt zwei weitere Saiyajin-Krieger an, die in einem Jahr die Erde erreichen werden. Sie würden Son-Gokus Verrat rächen, die Menschheit auslöschen und den Planeten dann meistbietend verkaufen. Beide Saiyajins seien noch stärker als er selbst. Die Freunde suchen abermals die Dragon Balls, um Son-Goku wiederzubeleben. Piccolo hat das kämpferische Potenzial Son-Gohans erkannt und nimmt sich dessen Kampfkunstausbildung an. Kuririn, Tenshinhan, Chao-Zu und Yamchu bereiten sich währenddessen in Gottes Palast vor. Son-Goku wird von Gott persönlich ins Jenseits begleitet, um dort in seiner menschlichen Gestalt bei Meister Kaio zu trainieren, bis er durch die Dragon Balls ins Leben zurückkehren kann.
Ein Jahr später treffen die Saiyajins Vegeta und Nappa ein. Ehe Son-Goku auf die Erde zurückkehrt, sterben Yamchu, Chao-Zu, Tenshinhan und auch Piccolo, der von den Saiyajins als Bewohner des Planeten Namek erkannt wird. Entgegen Vegetas Befehl kämpft Nappa gegen Son-Goku und wird besiegt. Nappa bittet Vegeta um Hilfe, der seinen Kampfgefährten jedoch als ungehorsamen Schwächling sieht und ihn tötet. Vegeta ist Son-Goku im Kampf entgegen seinen Erwartungen unterlegen. Er verwandelt sich deshalb in einen Weraffen und verhindert so, dass Son-Goku weitere Energie für eine Genkidama sammeln kann.
Yaijirobi schneidet dem riesigen Affen schließlich den Schwanz ab, der dadurch wieder seine normale Gestalt annimmt. Der Einsatz der Genkidama durch Kuririn und Son-Gohan misslingt und kurze Zeit später verwandelt sich auch Son-Gohan in einen Weraffen, dessen Schwanz aber schließlich auch abgetrennt wird. Der anstrengende Kampf zwingt Vegeta zum Rückzug ins All.

### Die namekianischen Dragon Balls
Son-Goku erholt sich im Krankenhaus während Bulma, Kuririn und Son-Gohan mit dem alten Raumschiff Gottes zum Planeten Namek aufbrechen, um die dortigen Dragon Balls zu suchen. Der Wunsch an den namekianischen Drachen soll Piccolo wiederbeleben, damit auch die irdischen Dragon Balls wieder zurückkehren.
Der Tyrann Freezer hat über die Funkverbindung von Vegetas Scouter von den Dragon Balls erfahren. Er sucht nun mit seinen Kriegern ebenfalls danach, um sich Unsterblichkeit zu wünschen und tötet dabei fast alle Namekianer. Als Vegeta Namek erreicht, scheint die Lage für die Erdlinge aussichtslos und eine Flucht ist unmöglich, da Freezers Gefolgsleute ihr Raumschiff durch einen Angriff unbrauchbar gemacht haben.
Eine Magische Bohne heilt Son-Goku, der von Meister Kaio telepathisch über die Lage auf Namek informiert wird. Son-Goku begibt sich mit einem von Bulmas Vater gebauten zweiten Raumschiff nach Namek und trainiert in dieser Zeit. Währenddessen verbünden sich Vegeta und Son-Gokus Freunde, da Freezers stärkste Kämpfer, die Ginyu-Force, eingetroffen sind. Sie unterliegen jedoch dem Sonderkommando und Freezer gelangt so an alle sieben Dragon Balls. Er kann den heiligen Drachen Nameks, Polunga, aber ohne die notwendige Beschwörungsformel nicht rufen.
Son-Goku erreicht den Planeten gerade rechtzeitig und verhindert, dass die Ginyu-Force Kuririn, Vegeta und seinen Sohn töten. Zusammen mit Vegeta besiegt er die Ginyu-Force, erleidet dabei aber schwere Verletzungen. Während sich beide erholen, kämpft Freezer gegen Nehl, den letzten namekianischen Krieger. Dieser hält den Tyrannen solange auf, bis der kleine Dende im Auftrag des Oberältesten der Namekianer den Erdlingen helfen kann, Polunga zu rufen. Sie wünschen sich, Piccolo wiederzubeleben und nach Namek zu bringen. Nun drängt Vegeta darauf, ihm die Unsterblichkeit zu wünschen, als Freezer auftaucht. Beide können ihren Wunsch jedoch nicht aussprechen, da der Oberälteste stirbt und somit der heilige Drache von Namek und die Dragon Balls verschwinden.
Im Kampf gegen Freezer sterben Dende und Vegeta. Auch der inzwischen eingetroffene und mittlerweile mit dem namekianischen Krieger Nehl verschmolzene Piccolo ist gegen Freezer, der mehrfach seine Form ändert und dabei stets an Kampfkraft zulegt, machtlos. Im Verlauf des Kampfes zwischen Son-Goku und Freezer wird der Tyrann kurzzeitig abgelenkt und Son-Goku kann ausreichend Energie für eine Genkidama sammeln. Doch Freezer überlebt auch diesen Angriff fast unbeschadet. Er tötet Kuririn und verwundet Piccolo schwer. Der Tod seines besten Freundes macht Son-Goku so wütend, dass er sich in einen Super-Saiyajin verwandelt. Er befiehlt Son-Gohan, mit Piccolo und Bulma in seinem Raumschiff Namek sofort zu verlassen. Der folgende Kampf zwischen Freezer und Son-Goku zerstört das Magnetfeld des Planeten und damit auch die elektronischen Bordsysteme von Son-Gokus Raumschiff.
Gott und sein Diener Popo haben inzwischen die auf der Erde wieder vorhandenen Dragon Balls zusammengetragen und wünschen sich, die von Freezer und seinen Anhängern Getöteten wiederzubeleben. Dadurch kehren nicht nur alle Namekianer ins Leben zurück, sondern auch Vegeta und Polunga, dem Dende nun Son-Gokus Wunsch nennt: Alle Wiederbelebten und Lebenden außer Freezer und ihn auf die Erde zu bringen. Son-Goku und Freezer verbleiben als einzige auf Namek und kämpfen, während der Planet mehr und mehr zerfällt. Kurz vor der Explosion besiegt Son-Goku Freezer, lässt ihn jedoch am Leben. In letzter Sekunde versucht Son-Goku, den Planeten zu verlassen.
Son-Gokus Freunde glauben, er sei im Kampf gegen Freezer gestorben und wollen ihn mit den irdischen Dragon Balls wiederbeleben. Von Polunga erfahren sie jedoch, dass Son-Goku lebt und er es vorerst ablehnt, durch den Wunsch zurück zur Erde gebracht zu werden. Die Namekianer überlassen den Menschen die Wünsche, um Tenshinhan, Kuririn, Chao-Zu und Yamchu ins Leben zurückzuholen, ehe sie sich selbst zu einem neuen Heimatplaneten bringen lassen.

### Die Cyborgs und Cell
Vor Son-Gokus Rückkehr erreichen Freezer und sein Vater King Cold die Erde, um sie zu vernichten. Ein plötzlich aufgetauchter junger Mann verwandelt sich in einen Super-Saiyajin und tötet beide. Der Unbekannte stellt sich dem später angekommenen Son-Goku als Trunks vor: Der Sohn von Vegeta und Bulma kommt aus einer Zukunft, in der zwei Cyborgs die Erde verwüstet und alle Kämpfer getötet haben und Son-Goku an einem Virus tödlich erkrankt ist. Bevor Trunks mit einer Zeitmaschine in seine Zukunft zurückkehrt, teilt er Son-Goku mit, wann und wo die Cyborgs eintreffen werden und übergibt Son-Goku ein Medikament, das ihn retten soll.
Gemäß Trunks Ankündigungen beginnen drei Jahre später die Cyborgs C19 und C20 genau auf den vorhersagten Tag und Ort mit der Zerstörung. Son-Goku bricht aufgrund der Erkrankung im Kampf zusammen und wird von Yamchu nach Hause gebracht, wo er von Chichi das Medikament erhält.
Im folgenden Kampf wird ein Cyborg zerstört und der andere beschädigt. Trunks stößt dazu und stellt fest, dass diese Cyborgs nicht die von ihm angekündigten sind: So ist C20 Dr. Gero, ein ehemaliger Wissenschaftler der Red Ribbon-Armee, der Son-Goku töten will. Dieser nutzt die Verwirrung, flüchtet in sein geheimes Labor und nimmt zwei neue Cyborgs in Betrieb. C17 tötet seinen Schöpfer, damit er und C18 nicht erneut deaktiviert werden und aktiviert zudem mit C16 einen weiteren Cyborg. Son-Gokus Freunde verlieren den Kampf gegen die Cyborgs, die nun Son-Goku suchen, um ihn zu vernichten. Währenddessen ist Cell, eine weitere Schöpfung von Dr. Gero und dessen Computer, mit einer zweiten Zeitmaschine eingetroffen.
Piccolo bittet Gott um eine Wiedervereinigung. Danach trifft der „neue“ und sehr viel stärkere Piccolo auf Cell, kann ihn täuschen und ihm Informationen entlocken: Cell kommt aus einer anderen Zukunft, in der die Cyborgs C17 und C18 von Trunks zerstört worden waren und er selbst Trunks getötet hat. Aus dieser Zeit ist Cell mit Trunks Zeitmaschine zurück gereist. Er sucht die zwei Cyborgs nun in der Gegenwart, da er nur seine perfekte Form erlangen kann, wenn er beide absorbiert. Kuririn und Trunks entdecken in der Zwischenzeit in den Trümmern des Labors die Baupläne der Cyborgs, Dr. Geros Computer und die gegenwärtige Larvenform von Cell. Sie zerstören beides und eilen mit den Plänen zu Bulma und ihrem Vater.
Son-Goku ist mittlerweile genesen und beschließt, mit seinem Sohn, Vegeta und Trunks im Raum von Geist und Zeit einen Tag lang zu trainieren, da sie zu diesem Zeitpunkt weder die Cyborgs noch Cell besiegen können. Die Cyborgs suchen Son-Goku schließlich bei Muten-Roshi. Während sich die Saiyajins in Gottes Palast aufhalten, bekämpft Piccolo C17 weit weg von der Schildkröteninsel. Er will einen der Cyborgs vernichten, damit Cell seine vollkommene Form nicht erreicht. Die im Kampf eingesetzte Energie der beiden erregt jedoch Cells Aufmerksamkeit, der kurze Zeit später dort eintrifft. Piccolo verliert gegen Cell und auch C16 kann ihn nicht besiegen, nachdem dieser C17 absorbiert hat. Tenshinhan verhindert durch mehrfaches Einsetzen der Neo-Kiku-Kanone, dass Cell der flüchtenden C18 und C16 folgen kann und stirbt fast dabei. Son-Goku rettet Piccolo und Tenshinhan und bringt sie in Gottes Palast. Vegeta und Trunks haben ihr Training beendet und kämpfen nun gegen Cell, während Son-Goku und Son-Gohan im Raum von Geist und Zeit trainieren.
Kuririn zerstört währenddessen die von Bulma entwickelte Fernbedienung, die die Cyborgs deaktivieren sollte. Vegeta lässt zu, dass Cell nun auch C18 absorbiert und dieser seine perfekte und endgültige Form erreicht. Cell verschont aber Vegeta und Trunks und kündigt über das Fernsehen ein Kampfsportturnier, die „Cell-Spiele“, mit ihm als einzigen Gegner an. Teilnehmen kann jeder und der Preis ist die Erde.
Da die Fusion von Piccolo und Gott endgültig war, sucht Son-Goku vor dem Turnier auf Neu-Namek nach einem neuen Gott für die Erde und findet in Dende einen geeigneten Kandidaten. Mit ihm kehrt er zur Erde zurück und Dende erschafft die Dragon Balls neu.
Zu Cells Turnier erscheinen außer Son-Goku und seinen Kampfgefährten auch der amtierende Weltmeister des Kampfsports, Mister Satan, und dessen beste Schüler. Cell besiegt alle mühelos und Son-Goku und Cell stehen sich als ebenbürtige Kämpfer gegenüber. Da Cell über die größeren Energiereserven verfügt, gibt Son-Goku auf und darf den nächsten Gegner bestimmen: Son-Gohan. Cell provoziert Son-Gokus Sohn, damit dieser mit voller Kraft kämpft und unterschätzt ihn dabei. Son-Gohan verwandelt sich vor Wut in einen zweifachen Super-Saiyajin und zwingt die absorbierte C18 wieder aus seinem Gegner heraus.
Der so geschwächte Cell will sich in die Luft sprengen und die Erde zerstören. Son-Goku verhindert dies, indem er Cell mit der Momentanen Teleportation auf Meister Kaios Planeten bringt. In der folgenden Explosion sterben Son-Goku und Meister Kaio, wohingegen Cell dank seiner Regenerationsfähigkeit überlebt und direkt auf die Erde zurückkehrt und Trunks tötet. Durch die Hilfe Son-Gokus, der telepathisch Son-Gohans Kräfte freisetzt, wird Cell durch ein gewaltiges Kamehame-Ha von Vater und Sohn vernichtet. Son-Gohan und Son-Gokus Freunde schweigen über diese Ereignisse. Von einem Reporter dazu befragt, bestätigt Mr. Satan schamlos, Cell getötet zu haben und die Menschen halten ihn für den Retter der Erde. Shenlong belebt alle wieder, die durch Cell umgekommen sind. Son-Goku kann jedoch nicht wieder belebt werden, da er ein zweites Mal gestorben ist. Kuririn nutzt daher den zweiten Wunsch, um die Selbstzerstörungsfunktion in C18 abzuschalten, in die er sich verliebt hat.
In der Zeit danach kehrt Trunks in seine Zeitlinie zurück, wo er zunächst die beiden Cyborgs tötet und dann auf Cell in seiner ursprünglichen Form trifft und auch ihn besiegt. Kuririn heiratet C18 und bekommt mit ihr eine Tochter. Son-Gokus zweiter Sohn, Son-Goten, wird geboren und Son-Gohan besucht die Highschool in Satan-City. Dort lernt er Mister Satans Tochter Videl kennen, die wie ihr Vater Kampfsportlerin ist und als Heldin im Kampf gegen das Verbrechen verehrt wird. Sie entdeckt, dass Son-Gohan als verkleideter Superheld mit dem Namen der große Saiyaman ebenfalls auf Verbrecherjagd geht, und erpresst ihn damit, sie zu trainieren. Son-Goku erfährt im Jenseits vom 25. Kampfsportturnier und wird nach intensivem Training von Uranai Baba für einen Tag auf die Erde zurückgebracht.

### Boo
Am Tag des Turniers lernt Son-Goku erstmals seinen jüngsten Sohn, Son-Goten, kennen. Im Finale des Juniorenturniers trifft Son-Goten auf Trunks, der ihn besiegt. Sowohl Son-Goku als auch Vegeta stellen mit Erstaunen fest, dass sich beide Kinder bereits in einen Super-Saiyajin verwandeln können. Am Turnier der Erwachsenen nehmen der Kaioshin und sein Diener Kibito teil, die ihre Identität zunächst geheim halten. Im Kampf gegen Son-Gohan fordert Kibito diesen auf, sich in einen Super-Saiyajin zu verwandeln. Daraufhin stürzen sich zwei Kämpfer auf Son-Gohan, rauben ihm mit einem magischen Gefäß die Energie und verlassen den Ort. Als Son-Goku eingreifen will, hält ihn der Kaioshin zurück und offenbart ihm den Grund seiner Anwesenheit: Der Magier Babidi will den Dämon Boo aus seinem Ei befreien, in das er von dessen Vater Bibidi gebannt worden war. Dafür benötigt Babidi sehr viel Energie, die er mithilfe von zweien unter seiner Kontrolle stehenden Kämpfer auf dem Turnier sammelt. Der Kaioshin will die Befreiung des Dämons verhindern, ist aber machtlos, solange er nicht weiß, wo sich das Ei befindet.
Babidis Gehilfen verlassen das Turnier und der Kaioshin, Son-Goku, Vegeta, Piccolo und Kuririn folgen ihnen. Während der Verfolgung erzählt der Kaioshin die Geschichte über den Dämon Boo und die Kaioshins. Kibito heilt indessen Son-Gohan und gibt ihm seine Energie zurück, woraufhin beide zur Gruppe aufschließen.
Die verbliebenen Kämpfer Mister Satan, C18 und Mighty Mask bestreiten nun eine Battle Royal. C18 tritt gegen Mighty Mask an, hinter dessen Maskerade sich Son-Goten und Trunks verbergen, die den eigentlichen Kämpfer überwältigt hatten, um am Turnier der Erwachsenen teilzunehmen. Beide werden von ihr im Kampf enttarnt und die zwei folgen den anderen Kämpfern, um den Dämon zu sehen. C18s Gegner ist nun der amtierende Weltmeister Mister Satan, den sie gegen einen hohen Geldbetrag gewinnen lässt.
Der Kaioshin und die Z-Gruppe erreichen Babidis Raumschiff, doch bevor sie in dieses eindringen können, tötet Babidis Gehilfe Dabra Kibito und verwandelt Piccolo und Kuririn in Stein. Der Kaioshin, Son-Goku, Vegeta und Son-Gohan folgen Dabra und müssen im Raumschiff auf verschiedenen Leveln gegen mehr oder weniger starke Gegner antreten, die sie alle besiegen. Die dabei freiwerdende Energie nutzt Babibi für die Befreiung von Boo. Vegeta begibt sich in die geistige Kontrolle des Magiers, um noch stärker zu werden und erzwingt seinen langersehnten Kampf gegen Son-Goku. Die dabei freigesetzte Energie der beiden reicht aus, um Boo zu erwecken. Der Dämon Boo wirkt mit seiner kindlichen und verspielten Art harmlos, ist aber sehr eigenwillig und verfügt über gewaltige Kräfte. Zunächst tötet er Babidis Gehilfen Dabra und verfolgt anschließend den Kaioshin und Son-Gohan, die er kampfunfähig macht.
Son-Goku und Vegeta spüren die Energie des befreiten Dämons und unterbrechen den Kampf. Vegeta wehrt sich jetzt gegen die geistige Kontrolle durch Babidi und fühlt sich an den Ereignissen schuldig. Er schlägt Son-Goku in einem unachtsamen Moment K.O. und nimmt die letzte Magische Bohne und stellt sich dem Dämon. Vegeta ist Boo jedoch unterlegen und will ihn nun mit einer Art Selbstzerstörungstechnik vernichten. Vegeta stirbt, wohingegen Boo die Explosion überlebt.
In Dendes Palast beschließt Son-Goku, Trunks und Son-Goten die Technik der Fusion zu lehren, damit beide als stärkerer Kämpfer den Dämon besiegen können. Gleichzeitig sollen alle Dragon Balls gesammelt werden, um nach dem Sieg über Boo die Menschen wieder zum Leben zu erwecken. Während Trunks den Dragon-Ball-Radar holt, lenkt Son-Goku Boo in einem Kampf ab und verwandelt sich kurzzeitig in einen dreifachen Super-Saiyajin. Er kündigt dem Dämon einen noch stärkeren Gegner an und bittet ihn, bis dahin die Welt zu verschonen. Son-Goku beginnt das Training der Jungen, kann es aber nicht abschließen, da ihn die Verwandlung in einen dreifachen Super-Saiyajin zu viel seiner irdischen Aufenthaltszeit gekostet hat und er ins Jenseits zurückkehren muss. So übernimmt Piccolo die weitere Ausbildung.
Von Enma Daio, dem Herrn der Unterwelt erfährt Son-Goku, dass Son-Gohan und der Kaioshin noch leben. Mit der Momentanen Teleportation landet Son-Goku in der Welt der Kaioshins. Er gerät mitten in Son-Gohans Training mit dem Z-Schwert, das ihm mehr Kraft verleihen soll. In einem Stärketest zerbricht das Schwert und der darin verbannte Kaioshin von vor 15 Generationen wird befreit. Dieser beginnt, Son-Gohans verborgene Kräfte in einer lang andauernden Zeremonie zu wecken.
Boo tötet währenddessen seinen Meister Babidi und trifft kurz darauf Mister Satan, der den Dämon seinerseits auf unterschiedliche Weisen töten will, was jedoch misslingt. Boo findet schließlich in einem kleinen streunenden Hund und Mister Satan Freunde. Nachdem beide angeschossen und von Boo geheilt wurden, löst sich Boos böse Hälfte von ihm und manifestiert sich in einem eigenen Körper. Der gute und böse Teil des Dämons kämpfen gegeneinander. Der böse Boo absorbiert den guten Boo und erlangt dadurch mehr Stärke. In dieser neuen Form ist er noch unberechenbarer und zerstört weiterhin die Erde. Der gute Boo in seinem Inneren hält ihn jedoch davon ab, Mister Satan oder den kleinen Hund ebenfalls zu töten.
Son-Goten und Trunks beherrschen nach einigen Fehlversuchen die Fusion. Sie nennen sich Gotenks und können sich direkt in einen dreifachen Super-Saiyajin verwandeln. In einem der darauffolgenden Kämpfe absorbiert der böse Boo Piccolo und Gotenks. Auch der inzwischen auf die Erde zurückgekehrte Son-Gohan unterliegt ihm. Der alte Kaioshin gibt daraufhin sein Leben für Son-Goku und schickt diesen mit den Potara-Ohrringen auf die Erde zurück. Eine Fusion zwischen Son-Goku und Son-Gohan mittels der Ohrringe kommt jedoch nicht zustande. Die Fusion von Gotenks innerhalb von Boo läuft ab und Son-Goku hält eine Fusion mit seinem Sohn für überflüssig. Er bekämpft den bösen Boo in Form des dreifachen Super-Saiyajins, unterliegt ihm jedoch, nachdem dieser Son-Gohan absorbiert hat. Unabhängig davon bringt Uranai-Baba Vegeta aus dem Jenseits auf die Erde zurück. Er trifft auf Son-Goku und fusioniert mit ihm mittels der Ohrringe widerwillig zu Vegeto. Nach einem langen Kampf verschlingt der böse Boo sie in der fusionierten Form und meint, so weitere Kraft zu erhalten, was allerdings von Vegetos Schutzschild verhindert wird.
Innerhalb des Dämons löst Vegeto den Schild und die Fusion von Son-Goku und Vegeta endet. Beide suchen im Inneren des Dämons nach Piccolo, Son-Gohan, Son-Goten und Trunks. Boo bemerkt beide in seinem Körper, die nun von dessen eigenem Abbild bekämpft werden. Schließlich finden und trennen Son-Goku und Vegeta die in kokonartige Hüllen Absorbierten vom Dämon, darunter auch den guten Boo, und verlassen mit allen dessen Körper. Durch den entfernten guten Boo nimmt der böse Boo nun wieder seine äußerst bösartige und starke Ursprungsform an, gegen die Vegeta und Son-Goku machtlos sind. Der mit Kibito zu Kibitoshin fusionierte Kaioshin bringt sie zusammen mit Dende und Mister Satan in die Welt der Kaioshin, bevor Boo die Erde vernichtet. Piccolo, Son-Gohan, Son-Goten und Trunks bleiben zurück und sterben. Der böse Boo regeneriert sich und erscheint unvermittelt bei den Überlebenden. Der Kampf beginnt von Neuem und als der gute Boo in der Welt der Kaioshin auftaucht und gegen den bösen Boo kämpft, kann die Vernichtung der Erde mit den namekianischen Dragon Balls rückgängig gemacht und alle Menschen wieder belebt werden. Der Aufruf von Vegeta und Son-Goku an die Menschen, ihre Energie für eine Genkidama zur Vernichtung des Dämons zu spenden, ist erfolglos. Erst Mister Satans Bitte kommen sie nach und Son-Goku vernichtet Boo endgültig. Er betet, dass Boo als gutes Wesen wieder geboren wird. Shenlong löscht sechs Monate später die Erinnerungen der Menschen an den Dämon Boo, die sich nur noch daran erinnern, dass ihr Held Mister Satan die Welt gerettet hat. Der gute Boo lebt fortan bei Mister Satan und lässt ihn weiterhin als Sieger der großen Kampfsportturniere dastehen.

### 10 Jahre später
Son-Goten und Trunks sind zu Jugendlichen herangewachsen, Son-Gohan und Videl sind verheiratet und haben eine kleine Tochter, Pan, die von ihrem Großvater Son-Goku trainiert wird. Son-Goku und seine Freunde nehmen an einem weiteren Turnier teil, bei dem sich Son-Goku bei der Auslosung vom guten Boo für die erste Runde einen bestimmten Gegner zuweisen lässt: einen kleinen Jungen mit dem Namen Oob, der erst im Kampf durch Son-Gokus Provokationen seine Kräfte entfaltet und sich als Reinkarnation des bösen Boo zeigt. Statt den Kampf fortzuführen, schlägt ihm Son-Goku vor, ihn zu trainieren, um dann erneut gegen ihn anzutreten. So verlassen beide das Kampfsportturnier und Son-Goku verabschiedet sich von allen.

## Wichtige Elemente

### Gegenstände

Dragon Ball mit vier Sternen

Dragon Balls
Die Dragon Balls sind magische Kristallkugeln, in deren Innerem sich ein bis sieben Sterne befinden. Sind alle sieben Dragon Balls zusammen getragen worden, kann der heilige Drache Shenlong gerufen werden, der demjenigen einen Wunsch gewährt, der diesen zuerst ausspricht. Danach verschwindet der Drache, die Dragon Balls werden zu Stein und verteilen sich über die ganze Welt. Erst nach einem Jahr werden sie wieder zu Kristallkugeln und Shenlong kann erneut gerufen werden. Wie sich später herausstellt, hat „Gott“ die irdischen Dragon Balls nach denen auf seinem Heimatplaneten Namek erschaffen. So gibt es auf Namek ebenfalls Dragon Balls, mit denen dort der heilige Drache Polunga gerufen werden kann und der drei Wünsche statt eines erfüllt. Als der Namekianer Dende die Position als Gott der Erde einnimmt, können auch diese nun mehrere Wünsche erfüllen.
Dragon-Ball-Radar
Das Dragon-Ball-Radar ist ein handliches, kleines Gerät, das von Bulma erfunden wurde und in der Lage ist, die einzelnen Dragon Balls in einem gewissen Umkreis aufzuspüren und ihre Lage auf einem kleinen Bildschirm anzuzeigen. Auch Prinz Pilaw und seine Gefolgsleute sowie die Red Ribbon-Armee verfügen über ähnliche Geräte, diese sind jedoch nicht transportabel oder äußerst ungenau.
Hoipoi-Kapseln
Die Hoipoi-Kapseln sind eine Erfindung von Bulmas Vater Dr. Briefs. In den kleinen, mit einem Druckknopf ausgestatteten Kapseln können viele Gegenstände unterschiedlichster Größe auf Knopfdruck verstaut und wieder auf die ursprüngliche Größe gebracht werden. Vom Motorrad bis hin zu einem kleinen Haus mit Bad lässt sich alles auf handliche Größe zusammenschrumpfen und überallhin transportieren.
Jindujun
Jindujun, auch Überschallwolke genannt, ist der Name einer Wolke, die der Herr der Schildkröten dem kleinen Son-Goku als Dank für die Rettung einer Schildkröte schenkt. Menschen reinen Herzens können auf solchen Wolken sitzen und sehr schnell mit ihnen reisen, während Menschen unreinen Herzens nicht getragen werden. Da seine alte Überschallwolke von Tamburin zerstört wurde, erhält er von Meister Quitte eine neue. Sie hört auf ihren Namen und erscheint, wann immer Son-Goku sie ruft.
Magische Bohne
Die Magischen Bohnen sind eine Art „sofort wirkendes Allheilmittel“. Derjenige, der eine von ihnen isst, wird von beinahe jeder Krankheit oder Verletzung geheilt und erhält seine vollständigen Kräfte wieder. Gleichzeitig macht eine magische Bohne einen Essenden für zehn Tage satt. Hergestellt werden die Bohnen im Quittenturm von Meister Quitte.
Magisches und göttliches Wasser
Das magische Wasser soll der Legende nach demjenigen riesige Kräfte verleihen, dem es gelingt, den Quittenturm zu besteigen und davon zu trinken. Um es zu erhalten, muss man zudem Meister Quitte besiegen, der das magische Wasser bewacht. Es handelt sich jedoch nur um herkömmliches Wasser, die versprochene Stärke erhält der Kämpfer durch das Erklimmen des Turms und den Kampf mit Meister Quitte. Son Goku gelingt es in wenigen Tagen an das magische Wasser zu kommen, Muten Roshi brauchte einst drei Jahre dafür. Das göttliche Wasser befindet sich wie das magische Wasser an der Spitze des Quittenturms. Im Gegensatz zum magischen Wasser hat es tatsächlich magische Eigenschaften, ist jedoch auch ein sehr starkes Gift. Derjenige, der das Gift besiegt, erhält als Belohnung dafür die versprochene Kraft. Son Goku trinkt es um im Kampf gegen Oberteufel Piccolo stärker zu werden. Er ist auch der Erste, der jemals vom göttlichen Wasser getrunken und überlebt hat.
Mönchsstab
Der Mönchsstab ist ein Stab, der von Beginn der Geschichte an in Son-Gokus Besitz ist. Er hat die Eigenschaft, sich nach dem Spruch Streck dich, Stab zu verlängern. Son-Goku hatte ihn von seinem Großvater erhalten, der den Stab wiederum von Muten-Roshi bekommen hatte, nachdem ihm dieser von Meister Quitte übergeben worden war. Von Meister Quitte erfährt Son-Goku später, dass der Mönchsstab die Verbindung vom Quittenturm zum Palast Gottes ist. Der Mönchsstab ist die einzige echte Waffe, die Son-Goku zu Beginn in vielen seiner Kämpfe einsetzt.
Scouter
Scouter sind technische Geräte, die aus einem Glas bestehen und über einem Auge getragen werden. Sie messen die Energie beziehungsweise die Kampfkraft von Lebewesen und zeigen diese im Display an. Damit kann der Standort einer Energiequelle geortet werden. Alle Kämpfer Freezers tragen diese Scouter, so auch Radditz, Vegeta und Nappa, als sie auf der Erde eintreffen. Allerdings sind die Scouter nur bis einem gewissen Grad zuverlässig: Ist die Kampfkraft höher, als das Gerät anzeigen kann, explodiert es. Unterdrückt ein Kämpfer seine tatsächliche Kampfkraft gibt das Gerät einen niedrigeren Wert an.

### Ereignisse und Orte
Tenkaichi Budokai, das große Kampfsportturnier
Zu den wichtigsten Ereignissen im fiktiven Dragon-Ball-Universum zählen die Kampfsportturniere der waffenlosen Kampfkunst, die Tenkaichi Budokai, die anfangs alle fünf, später alle drei Jahre ausgetragen werden. Es nehmen die Meister der Kampfkünste teil, um den Stärksten unter ihnen zu ermitteln. Verlierer eines Kampfes ist derjenige, der entweder kampfunfähig wird, K.O. geht oder den Boden oder Bereiche außerhalb des Ringes berührt. Im Verlauf der Geschichte nehmen Son-Goku und seine Freunde zunächst am 21., 22. und 23. großen Kampfsportturnier teil, unterbrechen aber ihre Teilnahme, nachdem Radditz auf der Erde auftaucht bis zu dem Zeitpunkt, als Babidi auf die Erde kommt, um den Dämon Boo zu befreien. Diesem Turnier nachempfunden sind die von Cell ausgerufenen „Cell-Spiele“.
Quittenturm und Gottes Palast
Der Quittenturm steht im heiligen Quittenwald und ist ein sehr hoher Turm, an dessen Spitze der Wächter, Meister Quitte, wohnt. Dort befinden sich das magische und das göttliche Wasser sowie die magischen Bohnen.
Weit über dem Quittenturm schwebt Gottes Palast. Hier lebt der amtierende irdische „Gott“ mit seinem Diener Popo und kann das Geschehen auf der Erde verfolgen. Im Palast gibt es eine Vielzahl von Heiligtümern und Räumen, darunter auch den Raum von Geist und Zeit.
Raum von Geist und Zeit
Der Raum von Geist und Zeit ist ein spezieller Trainingsort in einer anderen Dimension, in der die Zeit schneller abläuft als in der realen Welt: Während außerhalb des Raumes lediglich ein Tag vergeht, beträgt die Zeitspanne für diesen Zeitraum im Raum selbst ein ganzes Jahr. Gleichzeitig ist das Innere des Raums größer als es von außen den Anschein hat und ist zum Teil erheblichen Schwankungen unterworfen, was die Umweltbedingungen betrifft. Der Raum wird durch eine Tür betreten, die verschwindet, wenn der Raum länger als insgesamt 48 Stunden benutzt wird.
Vollmond und Zerstörung des Mondes
Der Vollmond ist für die Saiyajin von besonderer Bedeutung: Ihr Affenschwanz ermöglicht es ihnen, sich beim Blick in den Mond in einen riesigen Wer-Affen zu verwandeln, der in dieser Gestalt über außergewöhnliche Kräfte verfügt. So wird der irdische Mond das erste Mal beim 21. Tenkaichi Budokai von Muten-Roshi durch ein Kame-hame-Ha zerstört, nachdem sich Son-Goku während des Kampfes verwandelt hatte. Damit Gott einen neuen Mond erschaffen kann, entfernt er während der Zeit von Son-Gokus Trainings in seinem Palast dessen Schwanz. Als Piccolo Son-Gohan in seine Obhut zum Trainieren nimmt, zerstört er den Mond erneut, nachdem sich auch Son-Gohan in einen Wer-Affen verwandelt hatte.
Die heilige Welt der Kaioshins
Nachdem der schreckliche Dämon Boo die Erde fast vollkommen zerstört hat, findet hier der letzte Kampf der Boo-Saga statt.

### Kampftechniken und Fähigkeiten
Wichtiger Bestandteil der Geschichte sind die Kampfsportturniere und die Kämpfe gegen mächtige und starke Gegner, die die Erde bedrohen. Dabei sind nicht nur die unterschiedlichen Kampftechniken einzelner Figuren von Bedeutung, sondern auch ihre besonderen, eigenen Fähigkeiten.
Die dargestellten Kampftechniken sind zum Teil an die fernöstlichen Kampfkünste angelehnt. So beherrscht Son-Goku beispielsweise anfänglich nur das Kung Fu, das die Grundlage seiner Kampffertigkeiten darstellt. Die Figuren verbessern im Laufe der Geschichte ihre Techniken, kombinieren die Grundtechniken mit ihren eigenen oder entwickeln neue. Sie wenden dafür ihre Lebensenergie (Ki) zumeist in sichtbarer Form auf, die in der Regel mit den Händen gebündelt und in Form von einzelnen oder mehreren Kugeln, Strahlen oder Scheiben in Distanzkämpfen eingesetzt wird. Im Laufe der Geschichte verbessern die Figuren ihre Techniken und steigern sich durch Meditation, Training und Kampf stetig in ihrer Kraft und Schnelligkeit, wobei sich auch ihre eigene Energie und Kampfkraft erhöht.
Zum anderen können einige Figuren schweben oder fliegen, so dass die Kämpfe unter Einsatz aller Techniken im Direktkampf oder auf Distanz auf zwei Ebenen stattfinden: Auf dem Boden und in der Luft. Andere Fähigkeiten Einzelner sind die Telekinese oder Telepathie (Chao-Zu) oder sie sind Gestaltwandler und können ihr Erscheinungsbild in Gegenstände oder Personen ändern (Oolong und Pool). Eine weitere Möglichkeit ist die Verwandlung der Gestalt aus eigener Kraft (Freezer, Saiyajins) oder durch Absorbierung von Personen (Cell und Boo). Diese Figuren beherrschen meist mehrere Verwandlungsstufen, verändern dabei ihr Aussehen und erlangen dabei ein immer höheres Kraftpotenzial. Son-Goku beherrscht zudem die Fähigkeit, sich von einem Ort zum anderen zu teleportieren (Momentane Teleportation).
Zu den für die Handlung des Mangas wichtigsten Kampftechniken zählen:
EnergiediskusEine sehr große, flache Energiescheibe, die alles zerschneidet, was sie berührt. Angewendet wird diese Technik von Kuririn.
Freezer setzt eine ähnliche Technik in Form der Schizoscheiben ein. Hierbei werden, im Gegensatz zum einfachen Energiediskus, mehrere Scheiben erzeugt, die den Gegner außerdem verfolgen.
FusionHierbei verschmelzen zwei einzelne Kämpfer zu einem einzigen Kämpfer mit größerer Stärke, Kraft und Energie. Die Technik wird über eine Art „Tanz“ oder mittels der Potara-Ohrringe der Kaioshins durchgeführt. Ein Fehlschritt beim Fusionstanz führt zu einer misslungenen Fusion.
Angewendet wird die Technik von Trunks und Son-Goten, Son-Goku und Vegeta. Den Fusionstanz beherrschen zudem Piccolo und Kuririn.
GenkidamaUm eine Genkidama entstehen zu lassen, bittet der Kämpfer alle Lebensformen darum, ihm ihre Energie zu geben. Auch die Kraft des Meeres, von Flüssen, Bergen und der Sonne kann er so nutzen. Die Energie kann sowohl von Lebewesen eines einzelnen Planeten als auch von benachbarten Planeten stammen. Er sammelt die ihm zur Verfügung gestellte Kraft in Form einer Energiekugel, deren Größe und Stärke von der Menge an zugeführter Energie abhängig ist. Der Nachteil der Technik ist, dass der Kämpfer dafür sehr viel Zeit und Ruhe benötigt.
Die Genkidama ist Son-Gokus stärkste Waffe. Er wendet sie im Kampf gegen Vegeta, Freezer und Boo an.
HöllenspiralePiccolo konzentriert seine Energie auf die Fingerspitzen und feuert einen Energiestrahl auf seinen Gegner ab. Die Technik durchbohrt den Körper des Gegners. Er wollte sie gegen Son-Goku einsetzen, richtete sie letztlich jedoch gegen Radditz, wobei Son-Goku dabei auch umkam. Beim Training mit Son-Gohan vernichtet er mithilfe dieser Technik den Mond.
KaiokenDiese Technik erhöht sowohl die Kampfgeschwindigkeit als auch die Kampfkraft und kann durch Training weiter gesteigert werden. Wird sie zu oft hintereinander oder zu lange angewendet, kann der Kämpfer wegen zu hohem Energieverlust sterben. Son-Goku, der neben Meister Kaio der einzig Bekannte ist, der sie beherrscht, schafft später sogar eine 20-fache Kaioken, welche er von Meister Kaio gelehrt bekam.
Kamehame-Ha (Schildkrötenwelle)
Für ein Kamehame-Ha setzt der Kämpfer alle in seinem Körper verborgene Energie auf einmal frei. Die Energiekugel hat eine große Zerstörungskraft und „normale Kämpfer“ müssen 50 Jahre trainieren, um diese Technik zu beherrschen. Son-Goku und den anderen Kämpfern gelingt dies jedoch in sehr viel kürzerer Zeit.
Das Kamehame-Ha beherrschen Muten-Roshi, Son-Goku, Son-Gohan, Kuririn, Tenshinhan, Yamchu, Son-Goten, Cell und Boo.
Der Name der Technik basiert auf dem Namen des ersten Königs von Hawaii, Kamehameha I.
Kiku-KanoneDie Kiku-Kanone ist eine Technik von Tenshinhan. Die Wucht der Energie gleicht einer Druckwelle und wirft sowohl Materie als auch den Gegner zurück, den sie dadurch töten kann. Wird die Kiku-Kanone zu oft ausgeführt, kann auch diese Technik für den Kämpfer tödlich enden. Später setzt Tenshinhan die Neo-Kiku-Kanone ein, die noch um ein Vielfaches stärker ist.
MafubaMit dem Mafuba kann ein Dämon eingefangen und in ein Gefäß eingesperrt werden. Die Technik birgt für den Anwendenden allerdings immer das Risiko, dass er dabei stirbt. Die einzige Abwehrmöglichkeit ist das Antimafuba.
Das Mafuba beherrschen Mutaito, Gott, Muten-Roshi und Tenshinhan, wohingegen Piccolo das Antimafuba beherrscht.
Sonnenblitz/SonnenattackeEin greller Lichtblitz, der den Gegner kurzzeitig blendet und ihn dadurch kampfunfähig macht. Die einfachsten Gegenmittel sind das Schließen der Augen oder das Tragen einer Sonnenbrille.
Ursprüngliche Technik von Tenshinhan, die später aber auch von Son-Goku, Kuririn und Cell benutzt wird.
Super Ghost Kamikaze TechnikGotenks lässt einen Geist oder mehrere Geister mit seinem Ebenbild erscheinen und bei einer Berührung kommt es beim Gegner zu einer Explosion. Kamikaze, da auch der Geist dabei umkommt, ähnlich den Kamikaze-Piloten.

## Manga

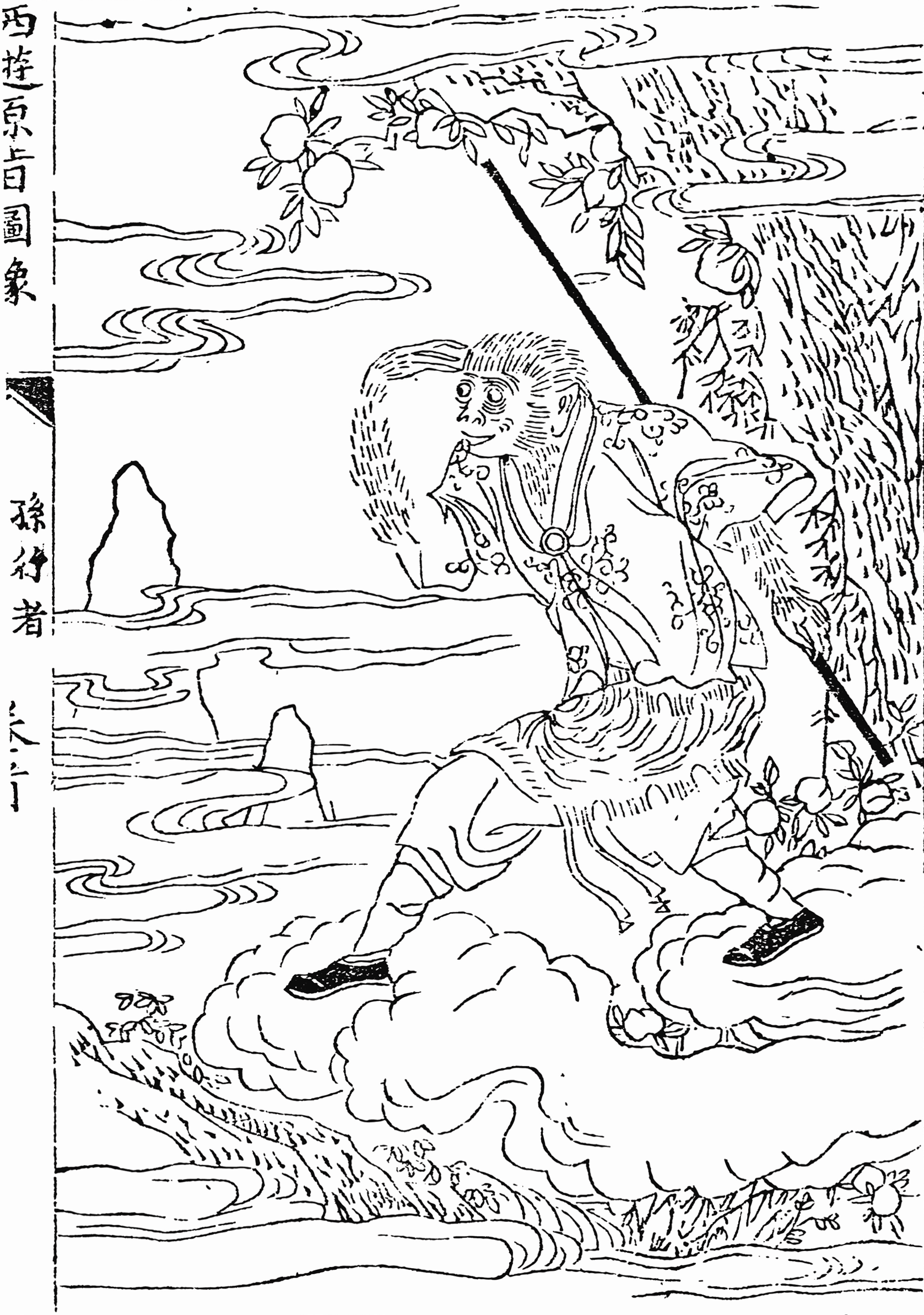
Sun Wukong in einer Illustration zu Die Reise nach Westen aus dem 15. Jhdt.

Akira Toriyama beantwortet die Frage nach der Arbeit an seinen Mangas, weshalb er die Gestaltung seiner Welten zwar an der Wirklichkeit orientiert, aber dennoch durch Erfundenes ergänzt, in einem Interview:

„Phantasiewelten machen alles viel einfacher. Würde ich meine Geschichten in der wirklichen Welt spielen lassen, müsste ich viel mehr recherchieren, damit alles möglichst echt wirkt. Ich finde, wenn man sich davon befreit, kann man viel mehr herumspielen, zeichnen, was einem gerade gefällt. Darum ziehe ich Phantasiewelten vor.“

### Hintergrund
Einen großen Einfluss auf die Handlung des Mangas Dragon Ball stellt das alte chinesische Volksmärchen und die Legende um den Affenkönig Sun Wukong dar. Die Geschichte wird in Wu Cheng’ens Werk Die Reise nach Westen erzählt, die einer der vier klassischen Romane Chinas ist. Sun Wukong ist auch in Japan sehr bekannt und wird dort Son Gokū genannt.
So ist die Figur des Son-Goku in Dragon Ball an den König der Affen angelehnt. Allerdings hat Son-Goku das Aussehen eines Menschen, der lediglich anfänglich einen Affenschwanz besitzt. Weitere Gemeinsamkeiten bestehen darin, dass beide sehr hoch springen können, auf Wolken durch die Luft fliegen und einen Stab besitzen, der seine Größe auf Zuruf verändert. Wie Sun Wukong wurde auch Son-Goku in der Kampfkunst unterrichtet und ist übernatürlich stark. Akira Toriyama hat jedoch auch andere Figuren und Elemente aus dieser Legende in veränderter Form in Dragon Ball aufgenommen: Nebenfiguren wie Bulma oder Oolong sind Hiuan Tsang oder Pa Kai nachempfunden, so dass beispielsweise Oolong seine Fähigkeit, sich beliebig verwandeln zu können, den Kräften Pa Kais verdankt. Ein weiterer Bezug auf die Legende um Sun Wukong ist zudem der brennende Berg des Rinderteufels, der in Dragon Ball mit dem Magischen Fächer gelöscht werden soll.

### Grundlagen und Entstehung
Ursprünglich war Dragon Ball als Parodie auf die Legende um den Affenkönig angelegt und Son-Goku hatte in den ersten Skizzen die Gestalt eines kleinen Affen. Toriyama waren die Ähnlichkeiten zum Original schließlich zu groß und er änderte das Aussehen der Figur „Son-Goku“ mehrfach. In der dritten Phase der Vorbereitungen zu Dragon Ball legte sich Toriyama auf die Figur des Son-Goku fest: ein kleiner Junge mit Affenschwänzchen. Während der Arbeit an der Hauptfigur entstand auch der Gedanke um die sieben Kugeln (Dragon Balls) und den heiligen Drachen Shenlong. Beides wurde schließlich zum Hauptmotiv der Geschichte.
Der Entstehung der Geschichte von Dragon Ball gehen einige Mangas und Kurzgeschichten Akira Toriyamas voraus, die im Manga-Magazin Shōnen Jump oder Fresh Jump veröffentlicht wurden: Dies waren unter anderem Wonder Island (1978) und Dragon Boy (1983), aus deren Inhalten Elemente in Dragon Ball erneut aufgegriffen wurden. So ist bereits die Insel in Wonder Island in dem für Toriyama typischen Stil gestaltet und verbindet Wirkliches mit Fantasiemotiven. Dragon Boy handelt von einem kleinen Jungen namens Tanton, der unterschiedliche Kampfkünste erlernt hat und Son-Goku schon ein wenig ähnlich sieht. Wie Son-Goku unterstützt auch Dragon Boy ein junges Mädchen und besteht mit ihr einige Abenteuer, bei denen sie auf verschiedene Fabelwesen treffen.
Aus Toriyamas Comic Tong-Po’s Abenteuer wurden in Dragon Ball die Hoipoi-Kapseln ebenfalls in veränderter Form übernommen. Aus Dr. Slump (1980–1984) findet sich in Dragon Ball nicht nur das Motiv der Kampfsportturniere wieder. In Band Nr. 7 kommt es beispielsweise zu einem Cross-Over der Figuren aus Dr. Slump und Dragon Ball, als Son-Goku im Kampf gegen die Red Ribbon-Armee in Pinguinhausen auf das Robotermädchen Arale trifft und Unterstützung von ihr und ihren Freunden erhält. Eine weitere Gemeinsamkeit von Dr. Slump und Dragon Ball sind schließlich die Einbindung von Elementen aus asiatischen Legenden und Mythen in eine moderne Welt. Akira Toriyama schafft damit eine neue Form der fantastischen Geschichten. Im Vergleich zu Dr. Slump sind Fabelwesen, Geister und Dämonen jedoch fester Bestandteil der Welt in Dragon Ball.
Akira Toriyama verbindet in seinen Geschichten Dinge aus der wirklichen Welt mit originellen Phantasiemotiven. So sind im Manga nicht nur Anleihen an die asiatische Mythologie, sondern auch an das Alte China allgemein zu finden: beispielsweise in Gebäudedarstellungen mit einfacher Pagode und in manch traditionellem Kleidungsstück, das einige Figuren tragen. Die von Toriyama für Son-Gokus Anzug gewählten Farben Gelb und Orange sind die Farben chinesischer Mönche. Die Insel, auf der die Kampfsportturniere stattfinden, hat Toriyama der Insel Bali nachempfunden, die er besucht hatte.
Auch Anregungen von Fans hatten einen entscheidenden Einfluss auf Akira Toriyamas Konzept an Dragon Ball. Eine gravierende Veränderung tritt ein, als Son-Goku zum 23. Großen Turnier in die Geschichte als junger Mann zurückkehrt und ab diesem Zeitpunkt nicht mehr nur Action und Abenteuer den Mittelpunkt der Geschichte bilden. Die anfangs recht häufig vorkommenden sexuellen Anspielungen treten nun eher in den Hintergrund, die Kämpfe dagegen in den Vordergrund. Ein weiterer Punkt, der mit Band 16 an wesentlicher Bedeutung gewinnt, ist der Faktor Zeit: Alle Figuren altern mit fortschreitendem Verlauf der Geschichte. Einige verändern ihr Aussehen, gewinnen an Erfahrungen, heiraten und bekommen Kinder, andere sterben sogar. Zum anderen wird die in einzelne Sagas unterteilbare Geschichte umfassender. In den Animes werden diese Veränderungen dadurch deutlich, dass die Serie Dragon Ball nach Ende des 23. Großen Turniers in Dragon Ball Z umbenannt wurde, wohingegen der Manga weiterhin Dragon Ball hieß.

### Zeichenstil und Entwicklung der Figuren
Die Frage zum geänderten Zeichenstil im Vergleich zu seinen vorherigen Arbeiten beantwortete Toriyama in einem seiner wenigen Interviews:

„Ich passe meine Zeichnungen generell dem Szenario an. Zweimal hintereinander dasselbe zu machen, ertrage ich nicht. Ich hätte Dragon Ball in derselben Art wie Dr. Slump zeichnen können, aber der Zeichenstil hätte nicht zur Geschichte gepasst.“

Als anschauliches Beispiel nennt er dazu die Kampfszenen: Je aggressiver diese werden, desto kantiger erfolgte die Strichführung, um die gewünschte Wirkung zu erzielen. Mit einer weichen Strichführung wäre dies Toriyama zufolge nicht möglich gewesen. Da Akira Toriyama ursprünglich eher Illustrator als Mangazeichner war, bereitete es ihm anfangs Schwierigkeiten, Personen in Bewegung zu zeichnen. Er selbst beschreibt die ersten Szenen der Kampfturniere als ein „echtes Martyrium“. Die Zeichnungen wurden grundsätzlich mit Tusche ausgeführt und es erfolgte eine strikte Trennung zur Colorierung.
Die Entwicklung der Geschichte und das Schaffen von Atmosphäre standen im Vordergrund und weniger die Figur, die sich danach „von selbst entwickelt“. So war anfänglich beispielsweise nicht vorgesehen, dass sowohl Son-Goku als auch Piccolo Außerirdische sind. Diese Entscheidung traf Toriyama erst, als er Gott in die Handlung einbrachte. Die Arbeit an der Gestaltung einzelner Figuren erfolgte schrittweise, ausgehend von der Frage, ob sie in die Geschichte passt. Dann erst folgten Persönlichkeit der Figur, Gesicht, Körperbau und Kleidung, wobei er bei letzterem immer darauf achtet, dass dies auch zur jeweiligen Umgebung passt.

### Gestaltung und Aufbau
Die deutschen Ausgaben des Mangas sind, wie das japanische Original, in schwarz-weiß gehalten und mit Sprechblasen und Lautmalerei unterlegt. Die Erzählperspektive schildert, ähnlich wie in einem Film, das Geschehen in der Kameraperspektive, und kurze eingeschobene Erzählertexte ergänzen die Darstellungen um zusätzliche Informationen. Über den allwissenden Erzähler erfährt der Leser so den Handlungsverlauf.
Die Sprache fällt im Vergleich zu den Animes Dragon Ball und Dragon Ball Z zum Teil sehr viel umgangssprachlicher aus, was auch auf Szenen zurückzuführen ist, die in den Animes nicht enthalten sind. Der Manga wurde von Junko Iwamoto-Seebeck und Jürgen Seebeck ins Deutsche übersetzt.
Jeder einzelne Band hat Nummer und Titel und ist jeweils in Kapitel gegliedert. Zudem gibt jeder Band am Anfang einen kurzen Rückblick auf die bisherigen Ereignisse und eine namentliche Vorstellung der neuen oder bisher beteiligten Figuren. In den ersten Ausgaben finden sich im Anschluss Informationen zur Entstehungsgeschichte des Mangas und einige Fan-Seiten. Wie im Original sind die Bände der japanischen Leserichtung folgend von rechts nach links und von hinten nach vorne zu lesen, das heißt entgegen der im Westen üblichen.

### Veröffentlichungen
Das erste Kapitel des Dragon-Ball-Mangas erschien im November 1984 in der 51. Wochenausgabe des Manga-Magazins Shōnen Jump und blieb bis zum Ende der Handlung ein fester Bestandteil des Repertoires. Das abschließende Kapitel der Serie wurde im Mai 1995 in der 25. Wochenausgabe des Shōnen Jump veröffentlicht. Der erste in Japan veröffentlichte Tankōbon zur Serie erschien im September 1985, weitere folgten im Abstand von zwei bis fünf Monaten, bis im August 1995 mit dem 42. und letzten Band alle in der Shōnen Jump abgedruckten Kapitel zusammengefasst waren. Seit dem 4. Dezember 2002 wurde die Serie in Form von Kanzenban neu aufgelegt und jeden Monat wurden zwei Bände veröffentlicht.
Die erste europäische  und vollständig übersetzte Fassung wurde ab 1993 in Frankreich veröffentlicht. In zwei- bis dreimonatigen Abständen folgten weitere Bände, bis die Serie mit der Veröffentlichung des letzten Bandes im September 2000 endete. Etwa mit der französischen Erstveröffentlichung des 22. Bandes startete die Serie mit den ersten fünf Bänden ab Oktober 1997 in deutscher Sprache und wurde in Deutschland durch Carlsen Comics als erster Manga in ursprünglicher Leserichtung verlegt. Zuvor wurden bereits Manga wie beispielsweise Ranma ½ veröffentlicht, die jedoch durch eine komplette Spiegelung der Seiten der westlichen Leserichtung angepasst worden waren. Der 42. und damit letzte Band erschien in Deutschland im November 2000.
Weitere internationale Veröffentlichungen folgten ab Juni 2000 bis September 2003 in Schweden, ab März 2001 bis August 2004 in den Niederlanden. Im September 2000 wurde der erste englischsprachige Band in unregelmäßigen Abständen und lockerer Reihenfolge veröffentlicht, bis die Serie von 2002 bis 2005 in der Shonen Jump USA kapitelweise erschien. Im Juni 2006 wurde in den USA die Erstveröffentlichung der Serie mit dem letzten Band abgeschlossen. In der Zwischenzeit gab es Neuauflagen verschiedener Bände, um dadurch die ungeordnete Veröffentlichung der Einzelbände zu kaschieren. Seit 2008 wird der Manga von Viz Media in einer Sammeledition herausgegeben.
In Deutschland brachte Carlsen Manga 1999 das Dragon Ball Artbook (Dragon Ball: Complete Illustrations) heraus. Auch die Anime-Comics Dragon Ball und Dragon Ball Z wurden von Carlsen verlegt. Das Dragon Ball Artbook beinhaltet alle farbigen Illustrationen von Akira Toriyama, die zwischen 1984 und 1995 entstanden sind, sowie die jeweiligen Titelbilder der 42 Bände und den in den Shonen Jump Magazinen veröffentlichten Titelbildern. Es enthält außerdem ein Interview mit Toriyama, in dem es vorwiegend um seine Zeichnungen geht. Die Anime-Comics hingegen behandeln die Inhalte der Dragon-Ball- und Dragon-Ball Z-Filme, die nicht Bestandteile des Mangas oder der Anime-Serien selbst sind.
Weitere Länder, in denen die Serie veröffentlicht wurde, sind Polen und Mexiko (je ab 2001), Italien (ab 2002), Finnland (ab 2003), Spanien (mit katalanischer Übersetzung ab 2006), Brasilien, Portugal, Dänemark, Schweiz, Taiwan, Ungarn, Litauen und Singapur. Eine Neuveröffentlichung des Mangas Dragon Ball durch Carlsen Manga! erfolgte im Frühjahr 2009 als Sammelband-Edition, die aus insgesamt 21 Doppelbänden besteht.
Eine Adaption der Serie erscheint seit 2010 als Dragon Ball SD im Magazin Saikyō Jump. Die Autorin der Comedy-Action-Serie im Super-Deformed-Stil ist Naho Ooishi. Diese Adaption wird seit Mai 2016 durch Carlsen Manga in deutscher Übersetzung im Handel verkauft; bisher sind neun Bände erhältlich.

## Serien und Filme

### Anime
Toei Animation produzierte im Laufe der Jahre drei Anime-Serien, die auf dem Manga basieren: Dragon Ball, Dragon Ball Z und Dragon Ball GT. Sie umfassen zusammen insgesamt 508 Episoden. Dragon Ball und Dragon Ball Z sind dabei die filmische Umsetzung des Manga, wobei Dragon Ball die Bände 1–17 (Kapitel 1–194) und Dragon Ball Z die Bände 17–42 (Kapitel 195–519) behandelt. Dragon Ball GT war hingegen von Anfang an als reiner Anime konzipiert und besitzt keine Manga-Vorlage. Akira Toriyama war für diese letzte Serie auch nicht mehr direkt verantwortlich, sondern wirkte lediglich als künstlerischer Berater mit.
Am 5. April 2009 startete im japanischen Fernsehen unter dem Namen Dragon Ball Z Kai eine überarbeitete und hochaufgelöste Version der Dragon-Ball-Z-Episoden. Die Fassung enthält keine Füllepisoden und orientiert sich genauer an der Manga-Vorlage, wodurch Dragon Ball Z Kai nur noch 98 statt 291 Folgen umfasst und die Boo-Saga nicht beinhaltet. Die Boo-Saga wird seit dem 6. April 2014 ausgestrahlt und soll die Serie mit insgesamt 167 Folgen abschließen.
Am 28. April 2015 wurde eine weitere TV-Serie namens Dragon Ball Super angekündigt. Die Serie startete auf Fuji TV am 5. Juli 2015. Der Manga zum Anime erscheint seit der August-Ausgabe des V-Jumps, welches schon am 20. Juni 2015 erhältlich war.
Im Oktober 2023 wurde mit Dragon Ball Daima ein weiterer Ableger angekündigt. Dieser soll im Oktober 2024 im japanischen Fernsehen starten.
Neben den verschiedenen Serien entstanden von 1986 bis 2018 insgesamt 20 Kinofilme, von denen zeitlich vier in der Serie Dragon Ball und die übrigen in Dragon Ball Z angesiedelt sind, drei Fernsehfilme, von denen einer vor Dragon Ball Z, einer in Trunks Zukunft, und einer 100 Jahre nach dem Ende von Dragon Ball GT spielt, zudem ein OVA, welches ungefähr zu Zeiten von den Ereignissen um Cell spielt. Zwischen 2013 und 2018 erschienen noch drei Kinofilme, die alle zwischen Dragon Ball Z und Dragon Ball GT spielen.

### Realverfilmungen
- 1989 erschien unter dem Titel Dragon Ball: The Magic Begins (Original-Titel: Xīn qī lóng zhū Shén lóng de chuán shuō) eine in Taiwan produzierte Realverfilmung, die auf dem Anime-Film Dragon Ball – Die Legende von Shenlong basiert.[30] Allerdings tragen die Charaktere des Films nicht die Namen der jeweiligen Figuren des Originals.[31] So heißt die Figur des Son-Goku hier beispielsweise in der englischen Fassung Monkey-Boy (Affen-Junge).

- 2009 kam die zweite, in den USA und Hongkong produzierte, Realverfilmung von Dragon Ball mit dem Titel Dragonball Evolution weltweit in die Kinos. Die Premiere fand am 13. März 2009 in Japan statt. Für Deutschland war der Kinostart ursprünglich für den 15. August 2008 angesetzt, wurde jedoch auf den 11. Juni 2009 verschoben.[32] Dragonball Evolution orientiert sich in Handlung und Figuren nur lose an der Manga-Vorlage.[33] Die Kritiker der TV Spielfilm fragten sich, „wer soll das gucken? Die Fans der Manga- und Animevorlage werden das Nipponflair und epische Breite vermissen, älteren Semestern ist das bonbon-bunte Martial-Arts-Spektakel wohl eh zu schrill. Immerhin: Die Darsteller nehmen sich nie zu ernst, und die überdrehte Action macht schon Spaß.“[34]

## Videospiele (Auswahl)

### Konsolen-Spiele
| Jahr | Titel                                             | Erstveröffentlichung | Verkäufe                                        |
| ---- | ------------------------------------------------- | -------------------- | ----------------------------------------------- |
| 1988 | Dragon Ball: Daimaou Fukkatsu                     | 12. August 1988      | NES: 1.250.000                                  |
| 1989 | Dragon Ball 3: Gokuuden                           | 27. Oktober 1989     | NES: ?                                          |
| 1990 | Dragon Ball Z: Kyoushuu! Saiyajin                 | 27. Oktober 1990     | NES: ?                                          |
| 1991 | Dragon Ball Z II: Gekigami Freeza!!               | 10. August 1991      | NES: ?                                          |
| 1992 | Dragon Ball Z: Chou Saiya Densetsu                | 25. Januar 1992      | SNES: 580.000                                   |
| 1992 | Dragon Ball Z III: Ressen Jinzou Ningen           | 7. August 1992       | NES: ?                                          |
| 1992 | Dragon Ball Z: Gekitou Tenkaichi Budokai          | 29. Dezember 1992    | NES: ?                                          |
| 1993 | Dragon Ball Z                                     | 20. März 1993        | SNES: 1.450.000                                 |
| 1993 | Dragon Ball Z Gaiden: Saiyajin Zetsumetsu Keikaku | 6. August 1993       | NES: ?                                          |
| 1993 | Dragon Ball Z: La Legende Saien                   | 17. Dezember 1993    | SNES: 1.200.000                                 |
| 1994 | Dragon Ball Z: Ultime Menace                      | 29. September 1994   | SNES: 730.000                                   |
| 1995 | Dragon Ball Z Super Gokuden: Totsugeki-Hen        | 24. Mai 1995         | SNES: ?                                         |
| 1995 | Dragon Ball Z Super Gokuden: Kakusei-Hen          | 22. September 1995   | SNES: 110.000                                   |
| 1996 | Dragon Ball Z Hyper Dimension                     | 29. März 1996        | SNES: 210.000                                   |
| 1996 | Dragon Ball Z: Idainaru Dragon Ball Densetsu      | 31. Mai 1996         | PS: 180.000                                     |
| 1997 | Dragon Ball GT: Final Bout                        | 21. August 1997      | PS: 220.000                                     |
| 2002 | Dragon Ball Z: Budokai                            | 12. Dezember 2002    | PS2: 2.800.000 GC: ?                            |
| 2003 | Dragon Ball Z: Budokai 2                          | 4. Dezember 2003     | PS2: 2.200.000 GC: ?                            |
| 2004 | Dragon Ball Z: Budokai 3                          | 16. November 2004    | PS2: 1.900.000                                  |
| 2005 | Dragon Ball Z: Sagas                              | 22. März 2005        | XB ? PS2: 360.000 GC: ?                         |
| 2005 | Dragon Ball Z: Budokai Tenkaichi                  | 6. Oktober 2005      | PS2: 1.600.000                                  |
| 2006 | Super Dragon Ball Z                               | 18. Juli 2006        | PS2: 190.000                                    |
| 2006 | Dragon Ball Z: Budokai Tenkaichi 2                | 5. Oktober 2006      | PS2: 640.000 Wii: 240.000 Total: 880.000        |
| 2007 | Dragon Ball Z: Budokai Tenkaichi 3                | 4. Oktober 2007      | PS2: 2.210.000 Wii: 910.000 Total: 3.120.000    |
| 2008 | Dragon Ball Z: Burst Limit                        | 5. Juni 2008         | X360: 490.000 PS3: 760.000 Total: 1.250.000     |
| 2008 | Dragon Ball Z: Infinite World                     | 4. November 2008     | PS2: 290.000                                    |
| 2009 | Dragon Ball: Revenge of King Piccolo              | 23. Juli 2009        | Wii: 150.000                                    |
| 2009 | Dragon Ball: Raging Blast                         | 10. November 2009    | X360: 410.000 PS3: 580.000 Total: 990.000       |
| 2010 | Dragon Ball: Raging Blast 2                       | 2. November 2010     | X360: + 170.000 PS3: + 240.000 Total: + 410.000 |
| 2011 | Dragon Ball Z: Ultimate Tenkaichi                 | 28. Oktober 2011     | X360: PS3: Total:                               |
| 2012 | Dragon Ball Z Budokai – HD Collection             | 2. November 2012     | X360: PS3: Total:                               |
| 2014 | Dragon Ball Z: Battle of Z                        | 24. Januar 2014      | X360: PS3: Total:                               |
| 2015 | Dragon Ball Xenoverse                             | 13. Februar 2015     | X360: XO: PS3: PS4: Total:                      |
| 2016 | Dragon Ball Xenoverse 2                           | 25. Oktober 2016     | XO: PS4: PC: NS: Total:                         |
| 2018 | Dragon Ball FighterZ                              | 26. Januar 2018      | XO: PS4: PC: NS: Total:                         |
| 2020 | Dragon Ball Z: Kakarot                            | 17. Januar 2020      | XO: PS4: PC: Total:                             |

### Handheld-Spiele
- 2002 – Dragon Ball Z: Legendary Super Warriors (Game Boy Color)
- 2002 – Dragon Ball Z: Das Erbe von Goku (Game Boy Advance)
- 2003 – Dragon Ball Z: Das Erbe von Goku 2 (Game Boy Advance)
- 2004 – Dragon Ball Z: Supersonic Warriors (Game Boy Advance)
- 2005 – Dragon Ball: Advance Adventure (Game Boy Advance)
- 2005 – Dragon Ball Z: Supersonic Warriors 2 (Nintendo DS)
- 2006 – Dragon Ball Z: Shin Budokai (PlayStation Portable)
- 2007 – Dragon Ball Z: Shin Budokai 2 (PlayStation Portable)
- 2008 – Dragon Ball: Origins (Nintendo DS)
- 2009 – Dragon Ball Evolution (PlayStation Portable)
- 2010 – Dragon Ball: Origins 2 (Nintendo DS)
- 2010 – Dragon Ball Z:Tenkaichi Tag Team (Playstation Portable)
- 2011 – Dragon Ball (Nintendo 3DS)
- 2014 – Dragon Ball Z: Battle of Z (Playstation Vita)

## Erfolg und Rezeption
Dragon Ball ist eine der erfolgreichsten Manga-Serien. So konnte beispielsweise das Magazin Weekly Shōnen Jump dank Toriyamas Schöpfung die Auflagen seinerzeit auf ca. sechs Mio. Stück pro Woche steigern; nach dem Ende der Serie fiel die Auflagenhöhe auf unter vier Mio.
Über 250 Millionen Exemplare der Geschichte wurden bis heute allein in Form von Büchern verkauft. Die Geschichte von Son-Goku und seinen Freunden hat stark zur Popularisierung des Manga in Europa beigetragen. Die 42 durch den Carlsen Verlag veröffentlichten deutschsprachigen Einzelbände wurden bis Juli 2007 über 6,5 Millionen Mal verkauft.
Auch von Kritikern wurde der Manga grundsätzlich positiv aufgenommen. Zur deutschen Erstveröffentlichung 1997 schrieb Christoph Dallach im KulturSPIEGEL:

„'Dragon Ball' ist ein wunderbar durchgedrehtes Abenteuer-Märchen, so wüst und schnell erzählt, wie es nur die Manga-Meister vermögen. Die Suche nach den sieben Dragon Balls, die dem Finder alle Wünsche erfüllen sollen, wird von Prügeleien, Hinterhalten, Verschwörungen, Scherzen und allerlei Monstern begleitet. Abenteuerlich ist auch das Lesen, denn 'Dragon Ball' wird wie im Original von hinten nach vorn erzählt.“